# Daniela Toloza
Daniela Toloza Rocha (Cali, 25 de febrero de 1994) es una reina de belleza colombiana que fue coronada Miss Universo Colombia 2024, siendo la primera delegada del Valle del Cauca en ser coronada Miss Universo Colombia.   Representó a su país en el certamen Miss Universo 2024. 

## Biografía
Nació en Cali. Durante su infancia y juventud tuvo que enfrentar un difícil proceso de superación personal tras alcanzar un peso corporal de 106 kg, luego de haber perdido a su padre durante el conflicto colombiano cuando tenía 10 años.  
Es diseñadora de vestuario, especialista en alta dirección, publicidad y relaciones públicas .  Además del español, habla inglés con fluidez. 

## Concursos de belleza

### Miss Universo Valle 2024
El 13 de abril de 2024,  fue coronada Miss Universo Valle 2024 para representar a su departamento en el certamen nacional Miss Universo Colombia. 

### Miss Universo Colombia 2024
Ganó el Miss Universe Colombia 2024, en el Centro de Eventos del Caribe Puerta de Oro, el 2 de junio de 2024. Fue coronada por su predecesora Camila Avella. En los desafíos preliminares en Barranquilla, Toloza ganó tres premios: Miss Forma Tu Cuerpo, Mejor Rostro y Miss Bulova Time . 

### Miss Universo 2024
Representó a Colombia en el certamen Miss Universo 2024, que se realizó en México.En el cual no entro al cuadro de 30 finalistas.